# 罗纳德·托马斯 (网球运动员)
罗纳德·托马斯（英語：Ronald Thomas，1888年8月7日—1936年12月30日），澳大利亚前男子网球运动员。他曾获得澳大利亚网球公开赛男子双打冠军、温布尔登网球锦标赛男子双打冠军。